# Zabrzeźnia
Zabrzeźnia – dawna wieś, od 1934 zachodnia część miasta Głowna obejmująca swym zasięgiem tereny w okolicy ulicy Zabrzeźniańskiej.
Znajduje się tu rezerwat przyrody Zabrzeźnia utworzony w 1984 roku.

## Historia
Dawniej samodzielna miejscowość (kolonia). Od 1867 w gminie Bratoszewice. W okresie międzywojennym należało do powiatu brzezińskiego w woj. łódzkim. W 1921 roku liczba mieszkańców wynosiła 231. 16 września 1933 utworzono gromadę Zabrzeźnia w granicach gminy Bratoszewice, składającą się z kolonii Zabrzeźnia (A), osady Moczydła, osady Stara Piła, osady Bukowiec, majątku Zabrzeźnia i wsi Warchołów Stary. 
10 lipca 1934 Zabrzeźnię włączono do Głowna.